# Squalius pyrenaicus
Il cacho (Squalius pyrenaicus) è un pesce osseo di acqua dolce appartenente alla famiglia dei Ciprinidi.

## Distribuzione e habitat
Si tratta di una specie endemica della metà meridionale della Penisola Iberica, tra gli altri nei bacini dei fiumi Tago, Guadiana, Guadalquivir. Una stazione disgiunta, forse traslocata è presente nel basso corso dell'Ebro.
È una specie molto adattabile che popola ogni genere di ambiente.

## Descrizione
Simile al cavedano ma dotato di bocca più piccola. Il muso è appuntito, la bocca terminale.
Supera i 25 cm di lunghezza.

## Biologia

### Alimentazione
Si nutre di invertebrati bentonici.

### Riproduzione
Avviene in tratti fluviali con acqua bassa, fondo di ciottoli e corrente veloce.

## Conservazione
Le popolazioni sono in buono stato sebbene sia sensibile a disturbi come l'inquinamento idrico, i lavori in alveo e l'introduzione di specie aliene.